# Lacul Yojoa
Lacul Yojoa este cel mai mare lac din Honduras, cu o suprafață de 79 de kilometri pătrați și o adâncime medie de 15 metri. Situat la o altitudine de 700 de metri, se află într-o depresiune formată de vulcani. Câmpul vulcanic al lacului Yojoa este format din conuri, cratere și scurgeri de lavă realizate în perioadele din Pleistocen până în Holocen.
Latura de vest a lacului este mărginită de munți abrupți și de Parcul Național Santa Bárbara, în timp ce latura de est este adiacentă cu Parcul Național Cerro Azul Meambar. Lacul este situat pe autostrada care leagă cele mai mari două orașe honduriene, Tegucigalpa și San Pedro Sula. Pentru mulți oameni care călătoresc între orașe, lacul este o zonă de odihnă unde pot vedea priveliștile și se pot bucura de peștele prăjit proaspăt prins și alte alimente care sunt oferite de restaurantele situate pe malurile sale.
Lacul Yojoa este o destinație populară pentru pescuit, iar zona din jur are o bogată biodiversitate - aproape 400 de specii de păsări și 800 de specii de plante au fost identificate în regiune. Cu toate acestea, este, de asemenea, amenințat de defrișare, creșterea bovinelor și dezvoltare. Locuitorii din jurul lacului sunt dedicați culturii de fructe, legume și cereale de bază. Cu toate acestea, mulți dintre acești locuitori își câștigă viața din vânzarea peștilor originari din lac.